# Leonstein
Leonstein este o arie protejată (sit de importanță comunitară — SCI) din Austria întinsă pe o suprafață de 20 ha, integral pe uscat.

## Localizare
Centrul sitului Leonstein este situat la coordonatele 46°38′19″N 14°07′48″E / 46.6386°N 14.1299°E.

## Înființare
Situl Leonstein a fost declarat sit de importanță comunitară în mai 2017 pentru a proteja un număr necunoscut de specii din flora spontană și fauna sălbatică aflate în arealul zonei.

## Biodiversitate
Situată în ecoregiunea alpină, aria protejată conține 1 habitat natural: Păduri ilirice de stejar și carpen (Erythronio-Carpinion).
La baza desemnării sitului se află un număr nedeclarat de specii protejate.
Pe lângă speciile protejate, pe teritoriul sitului au mai fost identificate 1 specie de reptile.